# Alwin-Walther-Medaille
Die Alwin-Walther-Medaille wurde zwischen 1997 und 2010 von der Technischen Universität Darmstadt für herausragende Leistungen sowie für außergewöhnliche Forschungs- und Entwicklungsarbeiten auf den Gebieten der Informatik oder der angewandten Mathematik vergeben.
Seit 2016 wird in Nachfolge der Alwin-Walther-Medaille der Robert Piloty-Preis vergeben, der mit 10.000 Euro dotiert ist und Preisträger aus der Elektrotechnik und Informationstechnik hinzunimmt.

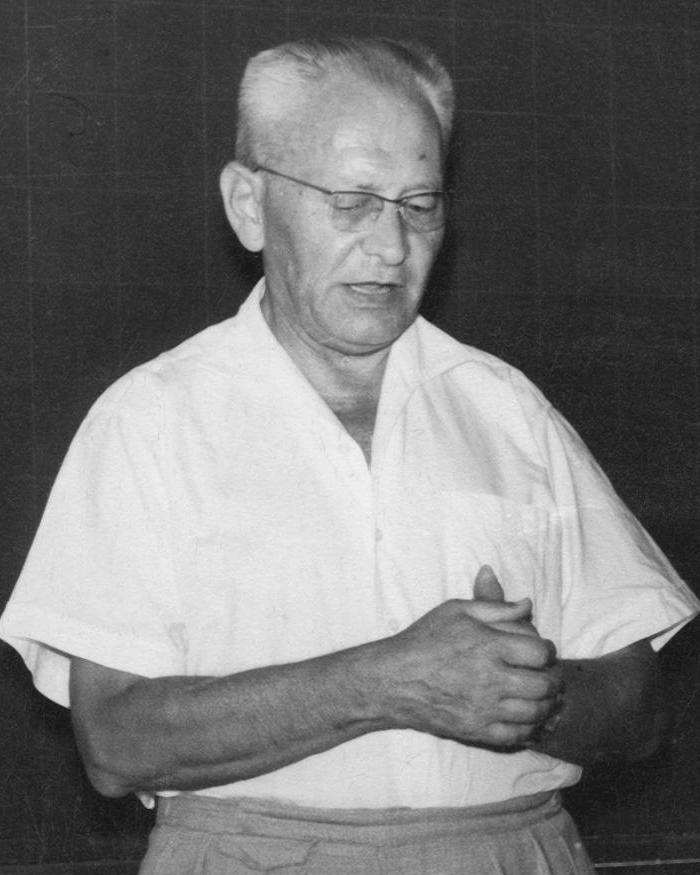
Alwin Oswald Walther,
Darmstadt 1964 in seinem IPM

## Alwin Walther
Alwin Oswald Walther (1898–1967) war ein deutscher Mathematiker, Ingenieur und Hochschullehrer.  Er gehört zu den Pionieren der maschinellen Rechentechnik in Deutschland. An seinem Institut für Praktische Mathematik (IPM) der Technischen Hochschule in Darmstadt wurde bereits 1957 der erste kommerzielle Computer installiert, an dem alle Studenten der Hochschule das Programmieren erlernen konnten. Seine Arbeiten zielten auf die Nutzung der Mathematik in den Natur-, Ingenieur- und Wirtschaftswissenschaften. Er war maßgeblich am Aufbau des Deutschen Rechenzentrums (DRZ) in Darmstadt beteiligt.

## Preisträger
- 1997: Hans H. Jung, Hans-Peter Kohlhammer
- 2000: Robert Piloty, Willi Jäger
- 2002: Hartmut Wedekind, Karl-Heinz Hoffmann
- 2004: Roland Bulirsch, Theo Härder
- 2006: Reinhard Wilhelm, Martin Grötschel
- 2008: Klaus Tschira, Karl Kunisch
- 2010: Peter Deuflhard, Wolfgang Effelsberg